# 拉合尔堡
拉合爾堡位於巴基斯坦第二大城市拉合爾。始建于1021年的加茲尼王朝时期，蒙兀兒王朝第三任皇帝阿克巴大帝遷都至拉合爾，於是於1566年將由泥土築成的拉合爾堡重建成一座軍事堡壘，用作抵抗外敌入侵。其後歷代皇代在拉合爾堡增修各樣花園水池等，包括阿克巴的孫子沙·賈汗，他將该堡原先红砂岩结构的城墙改为白色的大理石，并在城墙上修建了敌楼、碉堡，使整座古堡更見宏偉。拉合爾堡於1981年被聯合國教科文組織列入世界文化遺產。

## 建筑
- 枢密宫（Diwan-i-Khas）
- 镜宫（Sheesh Mahal）
- 珍珠清真寺（Moti Masjid）